# FLOPS
FLOPS (flops, FLOP/s ou flop/s) é um acrônimo na computação que significa FLoating-point Operations Per Second (operações de ponto flutuante por segundo). Isto é usado para determinar o desempenho de um computador, especificamente no campo de cálculos científicos, que fazem grande uso de cálculos com ponto flutuante; similar a instruções por segundo. O "S" no final do termo não denota plural, mas significa exatamente o que o acrônimo apresenta, segundo. Outra forma de escrever tal termo é flop/s. (Não confundir com a forma FLOP, expressão também acronímica, porém com outro significado: FLoating-point OPeration, ou "operação de ponto flutuante", ou seja, refere-se apenas à quantidade das operações de ponto flutuante sem delimitar tempo.)
Já que dispositivos de computação têm enorme capacidade de processamento, convém utilizar unidades maiores que FLOPS, seus múltiplos. Os múltiplos mais utilizados são: megaflop/s (Mflop/s), gigaflop/s (Gflop/s), teraflop/s (Tflop/s), petaflop/s (Pflop/s) e exaflop/s (Eflop/s).
Em outubro de 2010, uma versão melhorada do supercomputador chinês Tianhe-I, Tianhe-1A, equipado com 7 168 GPUs Nvidia Tesla e 14 336 processadores Intel Xeon tornou-se o supercomputador mais rápido do mundo, capaz de atingir 2,5 petaflop/s, à frente do supercomputador Jaguar, da Cray Inc.. O Tianhe-I é explorado como um sistema de livre acesso para a investigação científica que necessite de cálculo em grande escala e usa um sistema operativo Linux.
Atualmente, o mais rápido supercomputador, o Frontier, atingiu 1.206 exaflop/s. (Para fixar ideias, uma calculadora básica de 4 operações possui um desempenho de "apenas" 10 flop/s.)

## Medição de desempenho
Um benchmark deve estar disponível em todos os computadores de interesse. Um exemplo é o benchmark de LINPACK.
Há muitos fatores na performance do computador para medir da velocidade do cálculo de pontos-flutuantes, como a performance de Entrada/Saída, comunicação do interprocessador, coerência de cache, e a hierarquia de memória. Isso significa que supercomputadores, em geral, são apenas capazes de uma pequena fração do seu desempenho teórico (obtido adicionando o pico de performance teórico de FLOPS de todos os elementos do sistema). Mesmo quando operando em paralelo cálculos muito grandes, o seu desempenho será lento, principalmente devido ao efeito residual da Lei de Amdahl. 
Para aplicações comuns (não científicas), MIPS são de longe mais comuns. Medindo a velocidade de operação de pontos flutuantes, à princípio, não prevê corretamente como o processador vai executar uma tarefa. Entretanto, para um trabalho científico, como análise de informações, a medição de FLOPS é efetiva.
Historicamente, o primeiro uso sério e documentado de FLOPS como medida parece ser na justificativa da AEC ao congresso dos EUA para a compra do CDC 6600 nos anos 1960.

## Recordes

### Computadores
- O Core i7 980-X Extreme Edition da Intel atingia até 20 Gflop/s em 2016.[5]
- CPUs mais recentes como Intel Core i5-13600, i7-11700K e AMD Ryzen 9 3900 passam dos 800 Gflop/s.[6]
- CPUs mais populares em 2023 como AMD Ryzen 5-5500 e Intel Core i5-10500 fazem 430 Gflop/s cada.[7]

### Supercomputadores
- Em 25 de Maio de 2008, um supercomputador militar americano construído pela IBM, chamado "Roadrunner", alcançou o marco de computação de um petaflop de processamento com mais de 1,026 quatrilhão de cálculos por segundo. Ele liderou os rankings de Junho de 2008 e Novembro de 2008 no TOP500 dos mais poderosos supercomputadores (excluindo os computadores da rede). O nome do computador refere-se à ave do estado do Novo México, o Roadrunner Maior.

- Em novembro de 2008, a última atualização para o supercomputador Cray Jaguar XT5-HE do Oak Ridge National Laboratory (Laboratório de Oak Ridge) aumentou o poder do sistema de computação para 1,75 petaflop/s, ou um quatrilhão de cálculos matemáticos por segundo, tornando o Jaguar o supercomputador mais poderoso do mundo até o ranking de junho/2010 do Top500.

- Em outubro de 2010, a China conquistou o título de país com o supercomputador mais veloz do planeta, graças a supermáquina batizada de Tianhe-1A (contém 2,5 petaflop/s), que foi desenvolvido pela Universidade Nacional de Tecnologia de Defesa (NUDT, na sigla em inglês) e está instalado na cidade de Tianjin, onde será utilizado por cientistas de diversas áreas do conhecimento.[8]

- O computador “K”, foi considerado o mais rápido do mundo, de acordo com o ranking TOP500, divulgado no dia 20 de junho de 2011, durante a Conferência Internacional de Supercomputadores (ICS 2011), realizada em Hamburgo, na Alemanha.
- Em Junho de 2014, o supercomputador da China Thina’s Tianhe-2, com um desempenho de 33,86 petaflops por segundo, manteve o título de sistema mais rápido do mundo pelo terceiro ano seguido.

Para ter uma noção melhor, em nível de comparação, o “K” é o equivalente ao poder de 1 milhão de pc em um só. O computador ainda está em desenvolvimento, mas possui uma configuração de 672 racks equipados por 68.544 CPUs, capaz de efetuar 8,162 petaflop/s ou 8,2 quatrilhões de operações por segundo, mais que o triplo do chinês Tianhe-1A, considerado o mais rápido na classificação anterior. "K" gasta 9,89 megawatts de energia, equivalente à energia de 10 mil casas e, deverá ficar pronto até novembro de 2012 quando terá 800 racks e 80 000 CPU e deverá atingir 10 petaflop/s. O "supercomputador" da Fujitsu, criado em parceria com o instituto japonês de pesquisa Riken, conta com um investimento perto de R$ 2,23 bilhões (112 bilhões de ienes ou, 975 milhões de Euros) e será destinado para cálculo de prognósticos da mudança climática, detalhou a agência Kyodo. O supercomputador brasileiro, Tupã, do INPE (Instituto Nacional de Pesquisas Espaciais ) mudou sua colocação de 29º para o 34º lugar no ranking. O mesmo realiza 205 trilhões de operações de cálculos por segundo e, processa em 1 minuto dados que um PC comum demoraria mais de uma semana.

### Placas de Vídeo
| Lançamento       | Placa de Vídeo           | Desempenho Teórico (Tflop/s) | Observações Adicionais                                              | Referências |
| ---------------- | ------------------------ | ---------------------------- | ------------------------------------------------------------------- | ----------- |
| Junho de 2008    | AMD/ATI Radeon HD4800    | 1,00                         | A primeira placa de vídeo feita para atingir uma escala em Tflop/s. | [ 9 ]       |
| Agosto de 2008   | AMD/ATI Radeon HD 4870X2 | 1,20                         | Com duas GPU R770.                                                  | [ 10 ]      |
| Novembro de 2009 | AMD/ATI Radeon HD 5970   | 2,32                         |                                                                     | [ 11 ]      |
| Maio de 2012     | NVIDIA GeForce GTX 690   | 3,13                         |                                                                     | [ 12 ]      |
| Maio de 2016     | NVIDIA lançou a GTX 1080 | 8,87                         |                                                                     | [ 13 ]      |
| Setembro de 2018 | NVIDIA RTX 2080          | 10,07                        |                                                                     | [ 14 ]      |
| Setembro de 2020 | NVIDIA RTX 3090          | 35,58                        |                                                                     | [ 15 ]      |
| Outubro de 2021  | AMD RX 6600              | 8,93                         |                                                                     | [ 16 ]      |
| Setembro de 2022 | NVIDIA RTX 4090          | 82,58                        |                                                                     | [ 17 ]      |

### Computação distribuída
A computação distribuída utiliza a Internet para ligação de computadores pessoais para conseguir mais flops:
- Bitcoin Network Hashrate - maio/2013 - médias superiores a 1038 Pflop/s ou 1 EXAFLOP/s.
- Folding@Home - abril/2020 - alcançou 2,3 Eflop/s, sendo o primeiro projeto de computação de qualquer tipo a atravessar o marco dos 2 Eflop/s. Este nível de desempenho é devido principalmente ao esforço somado de uma vasta gama de PlayStation 3, Microcomputadores e poderosas unidades GPU (placas de vídeo).
- BOINC - ago/2008 - consegue médias acima de 2,2 Pflop/s.
- SETI@Home - 697 Tflop/s.
- Einstein@Home - 150 Tflop/s.